# Luchthaven Mara Serena
Luchthaven Mara Serena (IATA: MRE, ICAO: N/A) is een luchthaven in Masai Mara, Kenia.

## Luchtvaartmaatschappijen en bestemmingen
- Airkenya Express - Nairobi-Wilson
- Safarilink Aviation - Nairobi-Wilson